# Semirhytus hansoni
Semirhytus hansoni är en stekelart som beskrevs av Marsh 2002. Semirhytus hansoni ingår i släktet Semirhytus och familjen bracksteklar. Inga underarter finns listade i Catalogue of Life.